# Erwin Wehmeier
Erwin Wehmeier (* 22. Juli 1909 in Herford; † 13. Dezember 1991) war ein deutscher Politiker (CDU). Er war von 1956 bis 1966 Mitglied des Landtags von Nordrhein-Westfalen.

## Leben
Nach der Volksschule besuchte der in Westfalen geborene Erwin Wehmeier ein Gymnasium und machte das Abitur. Anschließend studierte er Rechts- und Staatswissenschaften an Universitäten in Bonn, Münster, Berlin und Greifswald. Er legte sein Staatsexamen als Diplom-Volkswirt in Greifswald ab und wurde in Münster zum Doktor der Rechts- und Staatswissenschaften (Dr. rer. pol.) promoviert. Er war als Assistent an der Universität Münster tätig. Ab 1936 war Wehmeier über 25 Jahre als Geschäftsführer von Handwerksorganisationen beschäftigt, zuletzt der Kreishandwerkerschule Bielefeld.
Wehmeier trat 1952 in die CDU ein. Im gleichen Jahr wurde er in den Bielefelder Stadtrat gewählt. Wehmeier rückte dann am 14. März 1956 über die Reserveliste der CDU in den nordrhein-westfälischen Landtag nach. Bei den folgenden Landtagswahlen 1958 und 1962 wurde er über die CDU-Landesliste ins Landesparlament wiedergewählt, er war Abgeordneter bis zum 23. Juli 1966. Von Juli 1962 bis Juli 1966 war er stellvertretender Fraktionsvorsitzender der CDU im Landtag. 
Wehmeier war von 1962 bis 1974 Vorstand des Westfälisch-Lippischen Sparkassen- und Giroverbands. Er hatte verschiedene Mandate, etwa als Vorstandsratsvorsitzender der Westdeutschen Landesbank/Girozentrale Düsseldorf/Münster und wirkte auch als Mitglied im Rundfunkrat des Westdeutschen Rundfunks. Er war evangelisch, verheiratet, lebte zuletzt in Münster und hatte ein verehelichte Tochter.